# Jorge Guillén
Jorge Guillén Álvarez (Valladolid, 18 gennaio 1893 – Malaga, 6 febbraio 1984) è stato un poeta e scrittore spagnolo, membro della generazione del '27.
La sua vita trascorre parallela a quella del suo amico Pedro Salinas, al quale succedette come lettore di spagnolo alla Sorbona dal 1917 al 1923. Fu anche lettore di Spagnolo alla Università di Oxford (1929-1931). Esiliato, si stabilisce negli Stati Uniti proseguendo lì la sua docenza universitaria. Da pensionato, risiede in Italia, dove contrae seconde nozze, per poi trasferirsi a Malaga.
Nel 1976 riceve il premio Miguel de Cervantes, massima onorificenza per gli scrittori di lingua spagnola. Nel 1977 riceve il Premio Internacional Alfonso Reyes. Fu nominato Hijo Predilecto de Andalucía nel 1983, un anno prima di morire.

## Analisi della sua opera
Per la sua inclinazione verso la poesia pura, alcuni critici lo considerano il discepolo più diretto di Juan Ramón Jiménez. Guillén si introduce tardivamente nel terreno letterario: a trentacinque anni pubblica il suo primo libro, Cántico, che sarà ampliato in diverse edizioni.
Cántico fu edito per la prima volta nel 1923 nella Revista de Occidente ed è costituito di solo 75 poesie. La versione finale, pubblicata nel 1950 a Buenos Aires, contiene 334 poesie suddivise in cinque sezioni: «Al aire de tu vuelo», «Las horas situadas», «El pájaro en la mano», «Aquí mismo» e “Pleno ser”. In questa opera esalta la gioia di esistere, l'armonia del cosmo, la luminosità, la pienezza dell'essere e l'integrazione del poeta in un universo perfetto dove molte volte si fondono l'amata e paesaggio. L'ottimismo e la serenità pervadono le differenti poesie che compongono il libro.
A causa della esperienza della Guerra civile spagnola, nel suo seguente libro di poesie, Clamor, Guillén prende coscienza della temporaneità e dà accesso ad elementi negativi della storia: la miseria, la guerra, il dolore, la morte... Se Cántico è la gratitudine del poeta per la perfezione della creazione, in Clamor si spacca la fiducia nella perfezione del cosmo. Tuttavia, non è un libro angoscioso o pessimista perché vi domina comunque il desiderio di vivere. Questa opera si compone di tre volumi Maremágnum (1957), il cui nucleo centrale - «Luzbel desconcertado» e «La hermosa y los excéntricos» - esprime carenza di armonia; Que van a dar en el mar (1960), dove viene a svilupparsi l'idea della continuità che somministra la morte, e A la altura de las circunstancias (1963), dove appare la lotta per ristabilire l'equilibrio.
Homenaje fu pubblicato nel 1967. Come indica il suo titolo, Guillén esalta le persone emerse dal mondo delle arti e le scienze usando le tecniche del monologo drammatico e dell'immagine (retrato).
Con Aire nuestro intitoló la raccolta dei suoi tre grandi libri di poesia fino al 1968. Ancora pubblica poi Y otros poemas (1973) e Final (1982).
La complessità dell'opera poetica guilleniana risiede nel suo ideale di poesia pura, che si riassume nella: 
1. Soppressione dell'aneddotico,
2. Sostantivazione degli aggettivi,
3. Scarsità di verbi,
4. Precisione linguistica,
5. Concentrazione tematica.

## Opera poetica
- Cántico (75 poesías), M., Revista de Occidente, 1928
- Cántico (125 poesías), M., Cruz y Raya, 1936.
- Cántico (270 poesías), México, Litoral, 1945.
- Cántico (334 poesías), Bs. As., Sudamericana, 1950.
- Huerto de Melibea, M., Ínsula, 1954.
- Del amanecer y el despertar, Valladolid, 1956.
- Clamor. Maremagnun, Bs. As., Sudamericana, 1957.
- Lugar de Lázaro, Málaga, Col. A quien conmigo va, 1957.
- Clamor... Que van a dar en la mar, Bs. As., Sudamericana, 1960.
- Historia Natural, Palma de Mallorca, Papeles de Sons Armadans, 1960.
- Las tentaciones de Antonio, Florencia/Santander, Graf. Hermanos Bedia, 1962.
- Según las horas, Puerto Rico, Editorial Universitaria, 1962.
- Clamor. A la altura de las circunstancias, Bs. As., Sudamericana, 1963.
- Homenaje. Reunión de vidas, Milán, All'Insegna del Pesce d'oro, 1967.
- Aire nuestro: Cántico, Clamor, Homenaje, Milán, All'Insegna del Pesce d'oro, 1968.
- Guirnalda civil, Cambridge, Halty Eferguson, 1970.
- Al margen, M., Visor, 1972.
- Y otros poemas, Bs. As., Muchnik, 1973.
- Convivencia, M., Turner, 1975.
- Final, B., Barral, 1981.
- La expresión, Ferrol, Sociedad de Cultura Valle-Inclán, 1981.

Ha tradotto Le cimetière marin, di Paul Valéry (M., Paris, Bs. As., 1930). Premio Miguel de Cervantes 1976.

## Riconoscimenti
Nel 1977, l'Accademia Nazionale dei Lincei gli conferisce il Premio Internazionale Feltrinelli di Poesia.